# Minigun

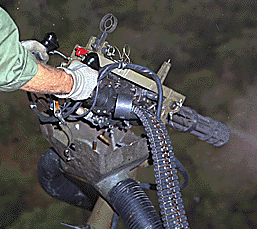
En minigun under Vietnamkriget.

GE Minigun-M134, i svenska försvarsmakten betecknad 7,62 mm kulspruta m/18, kort ksp 18,[källa behövs] är en sexpipig kulspruta som avfyrar cirka 4 000 – 6 000 skott per minut. Konstruktionen uppfanns av Richard Gatling år 1861 och patenterades den 9 maj 1865. Gatlings handdrivna modell "Gatlingkulsprutan", kom först till användning under slutet av det amerikanska inbördeskriget 1861–1865.
När USA gick in i kriget i Vietnam den 1 augusti 1964 ökade behovet av en kulspruta med hög eldhastighet. General Electric fick till uppgift att tillverka ett vapen som motsvarade USA:s krav. Ingenjörerna på General Electric skalade ner det redan fungerande systemet hos den 20 millimeters M61 Vulcan till kaliber 7.62x51mm NATO. Vapnet började tillverkas 1963 och är fortfarande i produktion. De sex piporna roterar med hjälp av en elektrisk motor. Den amerikanska arméns tanke var att montera vapnet på helikoptrar av typen UH-1 Iroquois för att kunna attackera främst fiendens infanteri och lättare trupptransporter.

## Användare
- Afghanistan
- Australien
- Österrike[1]
- Brasilien
- Kanada
- Chile
- Colombia
- Finland[2]
- Frankrike[3]
- Georgien[4]
- Tyskland
- Irak
- Israel
- Italien
- Mexiko[5]
- Nederländerna
- Norge
- Filippinerna
- Polen[6]
- Sydkorea
- Sierra Leone
- Sverige
- Marocko
- Turkiet
- Thailand
- Pakistan
- Storbritannien
- USA[7]

## Populärkultur
Vapnet har använts i ett flertal filmer bland annat Terminator 2, Rovdjuret och The Matrix.